# Agdistis takamukui
Agdistis takamukui là một loài bướm đêm thuộc họ Pterophoridae. Nó được tìm thấy ở Nhật Bản (Kyushu).